# Macrolophus pygmaeus
Macrolophus pygmaeus — вид рослинних клопів родини Miridae. Він зустрічається в Європі, за винятком крайньої півночі, на півдні до північної Африки та на сході до Малої Азії, а потім до Центральної Азії.
Macrolophus pygmaeus — це дрібні комахи (2-11 мм) з подовженим тілом. На голові є пара фасеточних очей. Тіло зеленуватого кольору. Багато видів мають бічні чорні смуги на голові. Перший сегмент вусиків також чорний.

## Життєвий цикл Macrolophus pygmaeus
Цикл розвитку Macrolophus pygmaeus включає чотири стадії: яйце, личинка (1-й і 2-й вік), німфа (3-й, 4-й і 5-й вік), імаго (самка або самець). Період ембріонального розвитку клопа становить 14-35 днів (в середньому 21).
Яйця Macrolophus pygmaeus подовжені, злегка зігнуті, розміщуються глибоко в стеблі або черешках листя рослини, тому майже зовсім недоступні для спостереження. Личинки Macrolophus pygmaeus не мають зачатків крил. Довжина становить 0,49-0,52 мм, а довжина вусиків при цьому становить 0,3-0,4 мм.
Німфи Macrolophus pygmaeus характеризуються наявністю зачатків крил. Розміри їхнього тіла збільшуються з віком від 1,2 до 3,1 мм; довжина вусиків також збільшується з 0,6 до 1,9 мм. Зачатки крил з кожною линянням німфи виростають від 0,27 до 1,11 мм.
Полювати німфи-хижаки починають при температурі вище 13 °C незалежно від вологості повітря. Популяція хижака здатна витримати підвищення температури до 42 °C, але період полювання зміщується на більш прохолодні години (вечір, ніч, ранок). Швидкість розвитку німф залежить від температури повітря і триває від 18 до 25 днів.
Імаго Macrolophus pygmaeus. Максимальна тривалість життя самки — 71 день (в середньому 30 днів), самець 30-27 днів (цей показник залежить від температурних показників і типу харчування). Потенційна плодючість самок становить 140 яєць, фактично 70-80 яєць. Температура вище 30 °C різко знижує плодючість самок. Тривалість розвитку одного покоління становить 37-43 днів.

## Використання в біологічному контролі шкідників
Macrolophus pygmaeus є одним із найпоширеніших агентів біологічного захисту томатів, баклажанів та перцю в теплицях від поширених шкідників. Здобиччю клопів-хижаків є дрібні членистоногі — всі стадії білокрилок, різні види попелиці, павутинні кліщі, яйця і гусениці лускокрилих, всі види трипсів, личинки листових мух-мінерів. Найбільш активні в хижацтві німфи 4-5 віків, імаго менш ненажерливі. За добу одна особина знищує близько 30 личинок молодої білокрилки або до 40 попелиці. За своє життя одна особина клопа здатна знищити 3500 яєць або 2500 личинок білокрилки.
Macrolophus pygmaeus контролює такі шкідники: оранжерейна білокрилка (Trialeurodes vaporariorum), тютюнова білокрилка (Bemisia tabaci), томатна міль (Tuta absoluta), павутинні кліщі (Tetranychidae), тлі (Aphidoidea), західні квіткові трипси (Franklinella occidentalis), тютюновий трипс (Thrips tabaci), совки (Helicoverpa spp.).

### Рекомендовані норми внесення Macrolophus pygmaeus (особин на 1 м²) для захисту культур в теплицях
| Тип теплиці       | Профілактика | Норма внесення хижака виходячи зі ступеня поширення шкідників в теплиці | Норма внесення хижака виходячи зі ступеня поширення шкідників в теплиці | Норма внесення хижака виходячи зі ступеня поширення шкідників в теплиці |
| Тип теплиці       | Профілактика | Малий                                                                   | Середній                                                                | Високий                                                                 |
| З досвічуванням   | 3            | 3                                                                       | 5                                                                       | 10                                                                      |
| Без досвічування  | 2            | 2                                                                       | 3                                                                       | 5                                                                       |
| Кількість внесень | 1-2 внесення | 3 внесення                                                              | 4-6 внесень                                                             | 5-10 внесень                                                            |

## Технологія виселення Macrolophus pygmaeus
- Після отримання упаковок випускають клопа ввечері, після закриття вентиляційних фрамуг теплиці;
- Кожну ємність відкривають безпосередньо перед використанням на самій культурі в теплиці, де і буде проводитися внесення;
- Після відкриття кришки ємності виймають частину деревної тирси, прокручують ємність і злегка стукають по її стінках, проходячи через ряди культури. Внесення може здійснюватися безпосередньо на субстрат, поруч зі стеблами рослин або на листовий апарат рослин;
- Одразу з макролофусом розподіляють корм для нього (яйця зернової молі) по 1-2 грами на одну рослину в місцях виселення. Краще розсипати по верхніх ярусах листя, щоб макролофус відкладав яйця поблизу джерела їжі (вогнища шкідника або запліднення);
- Підживлення слід проводити щотижня, щоб закріпити популяцію макролофуса і прискорити її розвиток;
- Залиште ємність і деревну стружку на культурі на кілька годин, щоб інші комахи вийшли на рослини.[5]